# Reformierte Kirche Uetikon am See

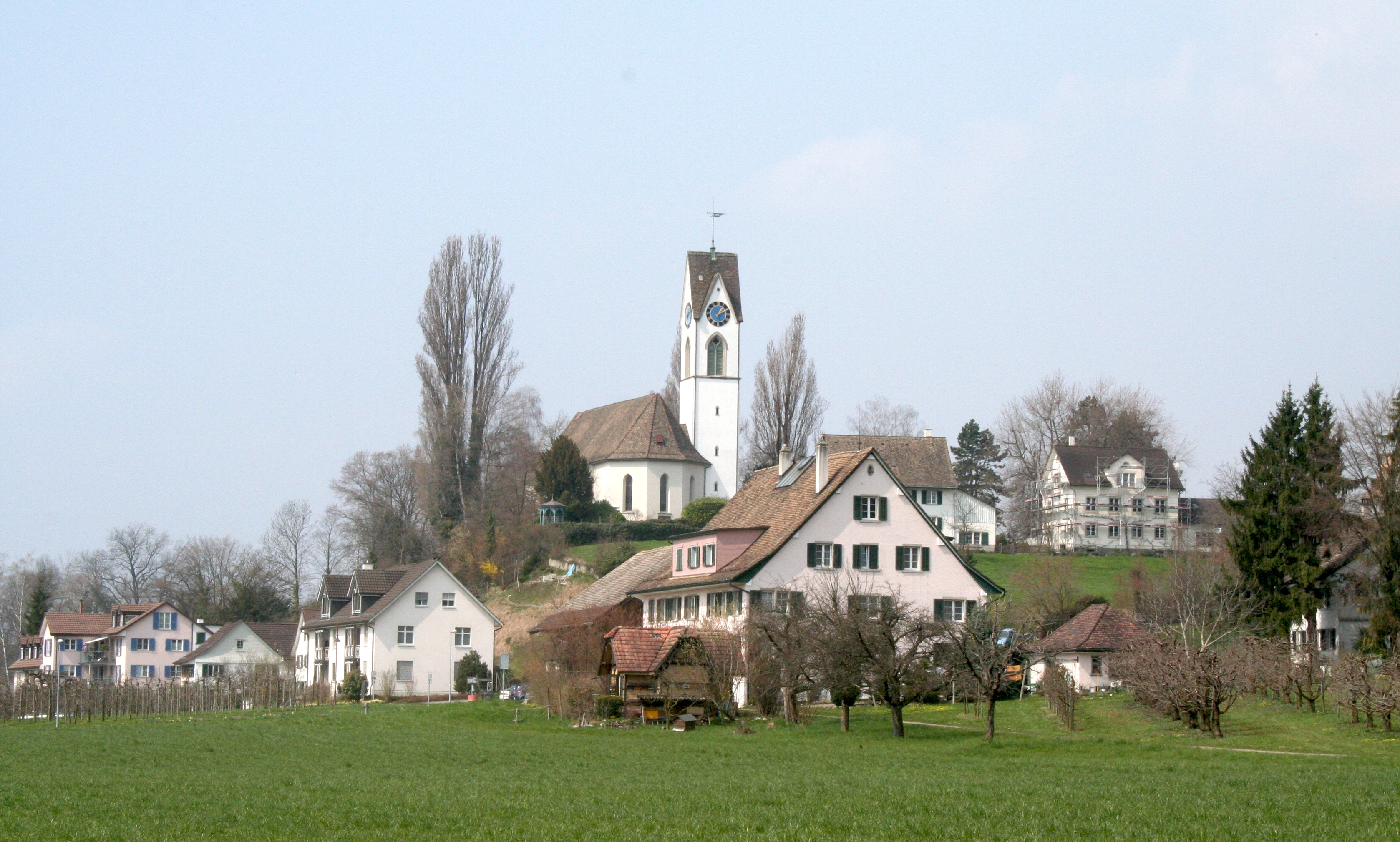
Reformierte Kirche Uetikon am See

Die Reformierte Kirche Uetikon am See ist eine Kirche in der Gemeinde Uetikon am See in der Schweiz.

## Geschichte
Bis zum 15. Jahrhundert gab es in Uetikon kein Kirchengebäude. Für Gottesdienste und Amtshandlungen musste die Kirche in Meilen besucht werden. 1429 begann man mit dem Bau einer eigenen Kapelle. Es sind keine Ansichten erhalten, aber aus verschiedenen Quellen weiss man, dass sie 12,3 Meter lang und 6,6 Meter breit war. Der Meilener Kaplan wurde verpflichtet, in der Kapelle einmal wöchentlich die Messe zu lesen.
Nach der Reformation fanden zunächst keine Gottesdienste in Uetikon statt. Erst ab 1560 hielt der Meilener Pfarrer wieder Predigten. Weil er dazu aber immer weniger Zeit fand, wuchs im 17. Jahrhundert der Wunsch, eine eigene Kirchgemeinde zu gründen. Dank der Unterstützung des Gutsbesitzers Heinrich Lochmannnn-Hirzel wurde 1680 die Trennung von Meilen gestattet und 1681/82 die Kirche erbaut. Zwei Glocken wurden aus der Kapelle übernommen, eine dritte zusätzlich gegossen. Als erster Pfarrer amtierte ab 1682 Hans Felix Gossweiler. 1860 kam eine vierte Glocke dazu und die anderen wurden neu gegossen. 1920 wurde ein elektrischer Antrieb für die Uhren gebaut. 1924 wurde die Kirche nach Westen erweitert, um zweihundert neue Sitzplätze zu schaffen.

## Merkmale und Ausstattung der Kirche
Die Kirche liegt auf einem Hügel, sie ist gut sichtbar vom Uetiker Bahnhof aus und ist zirka dreissig Meter hoch. Die Kirche ist aus weiss gefärbtem Stein und hat vier blaue Kirchturmuhren. Sie hat eine von Rudolf Ziegler-Heberlein gebaute Orgel, die seit 1953 über dem östlichen Kircheneingang steht. Für den östlichen Kircheneingang fertigte der Künstler Max Hunziker 1952 eine Holztür mit Ornamenten an, die aber 1953 nach Protesten aus der Gemeinde wieder entfernt und ersetzt wurde. Im Chor befinden sich drei Glasfenster. Die beiden äusseren Jugendstilfenster zeigen unterschiedliche Szenen der Bibel. Im mittleren Fenster, 1954 geschaffen durch den Künstler François de Ribaupierre aus La Tour-de-Peilz, ist die Kreuzigung und Auferstehung Jesu dargestellt.